# Trimma taylori
Trimma taylori är en fiskart som beskrevs av Lobel, 1979. Trimma taylori ingår i släktet Trimma och familjen smörbultsfiskar. Inga underarter finns listade i Catalogue of Life.